# رز لوتر

رز لوتر

رز لوتر یا مُهر لوتر تصویر گل رزی است با ۵ برگ سفید که در وسط آن نشانهٔ صلیب وجود دارد. این تصویر نماد لوتریانیسم است. این نشان در سال ۱۵۳۰ میلادی به دستور مارتین لوتر ایجاد شد.

## نگارخانه

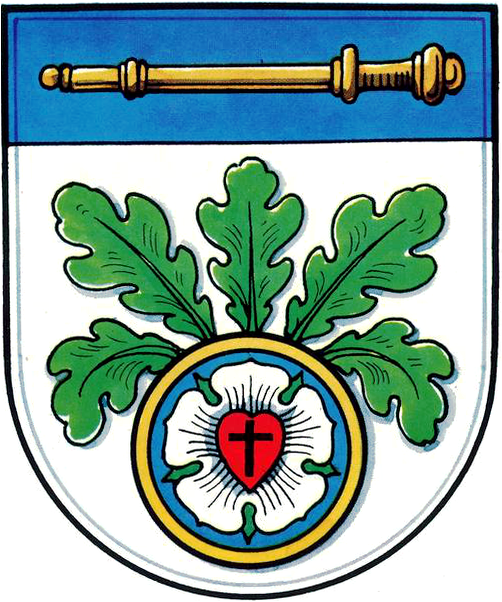
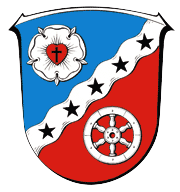
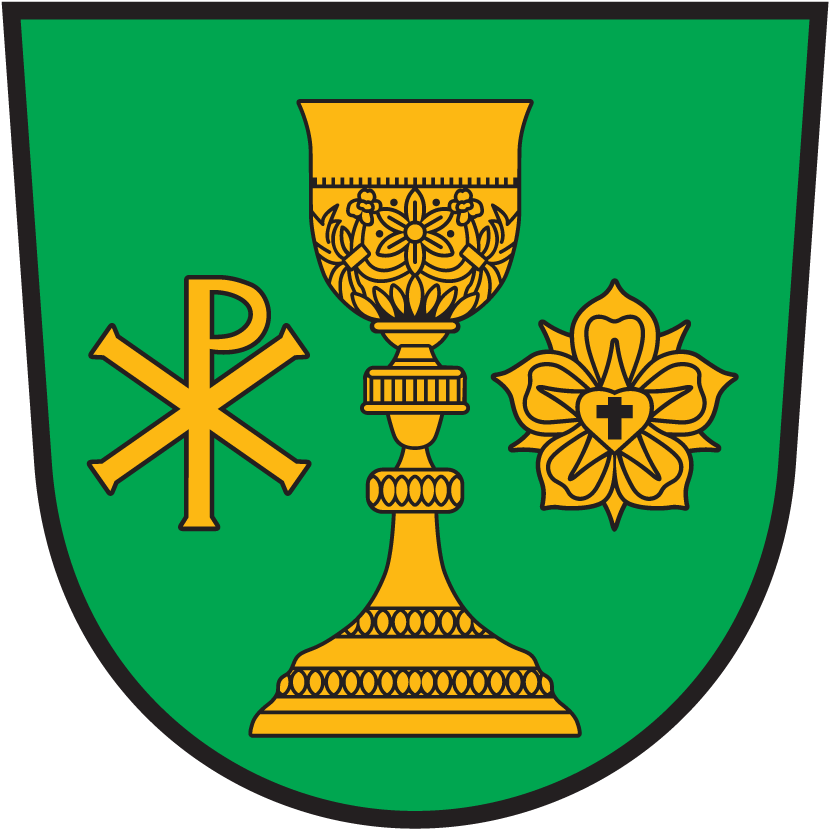